# Stade municipal d'Oujda
 (avril 2025).
Le stade municipal d'Oujda (en arabe : ملعب بلدي بوجدة) est un stade situé dans la ville d'Oujda. D'une capacité de 10 000 places, il accueille les matches des clubs de rugby d'Union sportive d'Oujda et la Mouloudia d'Oujda, ainsi que de l'Union sportive musulmane d'Oujda, club de football.
Le stade fait l'objet de rénovations en 2010 et se voit doté d'un système d'éclairage moderne, d'un musée de rugby, de terrains de sport annexes ainsi que des vestiaires.